# Ipanema FM
Ipanema FM est une ancienne station de radio FM située dans la ville de Porto Alegre, Rio Grande do Sul, détenue par au Grupo Bandeirantes de Comunicação, active entre 1983 et 2015.

## Histoire
Ipanema FM est la deuxième plus ancienne station de radio FM de Porto Alegre, juste derrière Guaíba FM,. Le nom d'Ipanema FM est choisi par le Rede Bandeirantes, basé à São Paulo, lorsqu'il acquiert Difusora FM, l'une des plus anciennes stations FM de Porto Alegre, dans les années 1980.
Son programme se base sur le rock et ses courants, à tel point qu'il a pour  slogan « A Rádio Rock de Porto Alegre » (la radio rock de Porto Alegre),. Cependant, le programme de la radio est ouvert à d'autres genres, tels que le hip-hop, le jazz, le blues, le reggae et la MPB,,.
Entre 2011 et 2015, afin de gagner en audience, la station commence à diffuser des matchs de football dans le cadre d'une chaîne avec BandNews FM et Rádio Bandeirantes Porto Alegre. À la première minute du 18 mai 2015, Ipanema met fin à plus de 32 ans de diffusion sur le cadran (94,9 MHz) et est devenue une webradio, avant de s'éteindre définitivement quelques années plus tard. À sa place, dès 7 h du matin, Rádio Bandeirantes prend l'antenne, diffusant son signal simultanément en AM et en FM,.